# Ilex solida
Ilex solida är en järneksväxtart som beskrevs av Edwin. Ilex solida ingår i släktet järnekar, och familjen järneksväxter. Inga underarter finns listade i Catalogue of Life.